# NK Slaven Belupo Koprivnica
NK Slaven Belupo egy horvát labdarúgócsapat Kapronca városából. A horvát labdarúgó-bajnokság első osztályában játszik.

## Története
Az első labdarúgócsapatot Kapronca környékén 1907-ben alakították, és a Đački nogometni klub Koprivnica (Kaproncai Diákok Labdarúgóklubja) nevet viselte. Már abban az évben, augusztusban le is játszotta első mérkőzését a Zágrábi HAŠK ellen. A meccs végeredménye 1:15 lett.
A Horvátországban híresnek számító Friedrich család szárnyai alá vette az egyesületet és 1912. augusztus 20-án megalapították a Hrvatski športski klub Slaven (röviden HŠK Slaven) csapatot. A csapat 1920-ra olyannyira fejlődött, hogy sikerült a megyei bajnokságot megnyerni. Későbbi anyagi gondok miatt az egyesület szétesik, majd újraalakul HŠK Victorija névvel.
1926 és 1930 között Kaproncának nem volt saját labdarúgócsapata. 1930-ban alakulnak a HŠK Koprivnica, HŠK Danica és a Radničko namještenički hrvatski športski klub Sloga (RNHŠK Sloga).
1945-ben a Slavent felélesztik, most már FD Slaven (Fiskulturno Društvo, magyarul Testnevelési Egyesület) néven. 1953 és 1958 között az egyesület a SD Podravka (Sportsko Društvo Podravka) nevet viselte. Ez után nevezték át NK Slavenra
A Kaproncai Bilokalnik gyár 1992-ben vált főszponzorrá, és ettől NK Slaven Bilokalnik-ra változott a neve. 1994-től vált véglegessé a neve, ekkor a Belupo a főszponzor.

## Nemzetközi szereplése
| Idény     | Kupa           | Forduló         | Klub                  | 1. mérk. | 2. mérk. |
| --------- | -------------- | --------------- | --------------------- | -------- | -------- |
| 2000      | Intertotó-kupa | 1. forduló      | Glenavon              | 1–1      | 3–0      |
|           |                | 2. forduló      | Zagłębie Lubin        | 1–1      | 0–0      |
|           |                | 3. forduló      | Sigma Olomouc         | 1–1      | 0–1      |
| 2001      | Intertotó-kupa | 1. forduló      | Anórthoszi Ammohósztu | 2–0      | 7–0      |
|           |                | 2. forduló      | SC Bastia             | 1–0      | 1–0      |
|           |                | 3. forduló      | Aston Villa           | 2–1      | 0–2      |
| 2002      | Intertotó-kupa | 1. forduló      | Dukla Trenčín         | 1–3      | 5–0      |
|           |                | 2. forduló      | Belenenses            | 2–0      | 1–0      |
|           |                | 3. forduló      | Marek Dupnica         | 3–0      | 3–1      |
|           |                | Elődöntők       | VfB Stuttgart         | 1–2      | 0–1      |
| 2004      | Intertotó-kupa | 1. forduló      | Hibernians            | 1–2      | 3–0      |
|           |                | 2. sör          | Vllaznia Shkodër      | 2–0      | 0–1      |
|           |                | 3. forduló      | Spartak Trnava        | 0–0      | 2–2      |
|           |                | Elődöntők       | Lille                 | 0–3      | 1–1      |
| 2005      | Intertotó-kupa | 1. forduló      | Drava Ptuj            | 1–0      | 1–0      |
|           |                | 2. forduló      | Gloria Bistriţa       | 3–2      | 1–0      |
|           |                | 3. forduló      | Deportivo La Coruña   | 0–1      | 0–3      |
| 2007–2008 | UEFA-kupa      | 1. selejtezőkör | KS Teuta              | 6–2      | 2–2      |
|           |                | 2. selejtezőkör | Galatasaray           | 1–2      | 1–2      |
| 2008–2009 | UEFA-kupa      | 1. selejtezőkör | Marsaxlokk            | 4–0      | 4–0      |
|           |                | 2. selejtezőkör | Árisz                 | 0–1      | 2–0      |
|           |                | 1. forduló      | CSKA Moszkva          | 1–2      | 0–1      |

## Játékoskeret
| #  |                     | Poszt | Név                   |
| -- | ------------------- | ----- | --------------------- |
| 1  | horvát              | K     | Tomislav Pelin        |
| 3  | horvát              | KP    | Kristijan Čaval       |
| 4  | horvát              | V     | Elvis Kokalović       |
| 6  | Bosznia-Hercegovina | V     | Kaja Rogulj           |
| 7  | horvát              | KP    | Dalibor Poldrugač (c) |
| 8  | horvát              | KP    | Nikola Šafarić        |
| 10 | horvát              | KP    | Srebrenko Posavec     |
| 12 | horvát              | K     | Silvio Rodić          |
| 13 | horvát              | KP    | Mario Bilen           |
| 14 | horvát              | CS    | Mateas Delić          |
| 16 | horvát              | KP    | Vedran Purić          |
| 17 | horvát              | CS    | Bojan Vručina         |

| #   |                     | Poszt | Név                |
| --- | ------------------- | ----- | ------------------ |
| 18  | horvát              | V     | Stipe Lapić        |
| 20  | horvát              | KP    | Mario Gregurina    |
| 21  | Bosznia-Hercegovina | CS    | Mario Jurić        |
| 22  | kamerun             | KP    | Nicolas Nynkeu     |
| 24  | horvát              | CS    | Franjo Tepurić     |
| 25  | horvát              | K     | Goran Bulić        |
| 26  | horvát              | V     | Alen Maras         |
| TBD | horvát              | KP    | Matija Dvorneković |
| TBD | horvát              | KP    | Matija Jakšinić    |
| TBD | horvát              | CS    | Matija Poredski    |
| TBD | horvát              | CS    | Aljoša Vojnović    |

## A klub híres játékosai
- Ivica Križanac
- Ronald Šiklić
- Marijo Dodik
- Mato Jajalo

## Külső hivatkozások
- A hivatalos honlap